# Чад Алън
Чад Алън Лазари (на английски: Chad Allen Lazzari) е американски актьор, познат най-вече с ролята си в сериала „Д-р Куин Лечителката“.

## Биография
Чад Алън е роден на 5 юни 1974 в Серитос, Калифорния, САЩ. Има трима братя и сестра-близнак, от които е най-малкият.
Началните стъпки в кариерата му са поставени от майка му, която водела него и сестра му Чарити по конкурси за близнаци.
Семейството му считало за неподходяща италианската фамилия Лазари (на италиански: Ладзари), за това Чад използва само Алън още от 4-годишна възраст, когато се снима в реклама на Макдоналдс. На 6 участва в началния епизод (никога неизлъчван) на телевизионния сериал „Cutter to Houston“.
Чад се снима в други популярни по това време сериали в САЩ. Същевременно става един от най-известните деца-актьори.
След гимназията актьорът бива приет в Нюйоркския университет, но прекъсва следването си, защото започва да се снима в сериала „Д-р Куин Лечителката“ като Матю Купър. През 1995 открива „The Creative Outlet“ – театрална компания. След края на „Доктор Куин Лечителката“ продължава да играе в театъра.
През 1996 жълт вестник публикува компрометиращи негови снимки във вана с друг мъж. През 2001 той се разкрива като гей пред американското гей ориентирано списание „The Advocate“. За същото списание споделя, че е имал проблеми с наркотиците и алкохола.
Чад Алън е борец за правата на гейовете. Участва в специалното предаване на Лари Кинг за браковете между хомосексуалните хора.

## Реклами
- за Макдоналдс

## Театрални роли
- Biloxi Blues (1997)
- Scooter Thomas Makes It To The Top of the World (1997)
- Change at Babylon (1997)
- Temporary Help (1999 -2001)
- Sons of Lincoln (2000)
- Beginner's Guide to Seduction (лекции)
- Dearboy's War (2001)
- Corpus Christi (2001)
- What Happens
- Oliver!
- A Man Called Peter
- Sister Mary Ignatius Explains It All to You
- The Complete Works of William Shakespeare
- За мишките и хората (Of Mice and Men)
- The Boys In The Band
- Valley of the Dolls

## Филмография

### Филми
- A Death in California (a.k.a. Psychopath) (1985)
- Bad Seed, The (1985)
- Not My Kid (1985)
- Terrorvision (1986)
- Help Wanted: Kids (1986)
- Straight Up (1988)
- Camp Cucamonga (1990)
- Murder in New Hampshire (1991)
- Praying Mantis (1993)
- A Mother's Testimony (2001)
- Do You Wanna Know A Secret (2001)
- What Matters Most (2001)
- Sexy (2002)
- Getting Out (2002)
- Downtown: A Street Tale (2002)
- Paris (2003)
- Save Me
- End of the Spear
- Donald Strachey Movies (2005)

### Сериали
- St. Elsewhere (1983 – 1986)
- Webster (1985 – 1986)
- Happy New Year, Charlie Brown! (1985)
- Our House (1986 – 1988)
- My Two Dads (1989 – 1990)
- Choose Your Own Adventure: The Case of the Silk King (1992)
- Д-р Куин Лечителката (Dr. Quinn, Medicine Woman) (1992 – 1998)

### Епизодични роли
- Simon & Simon (1981)
- Airwolf (1984)
- Matt Houston (1985)
- Punky Brewster (1985)
- Hotel (1985)
- Code of Vengeance (1986)
- Tales from the Darkside (1987)
- Highway to Heaven (1988)
- Punky Brewster (1988)
- Hunter (1988)
- The Wonder Years (1988)
- Стар Трек: Следващото поколение (Star Trek: The Next Generation) (1990)
- In the Heat of the Night (1993)
- The Love Boat: The Next Wave (1998)
- NYPD Blue (1999)
- Total Recall 2070 (1999)
- Queer As Folk Season Three dvd bonus disk set (2003)
- NYPD Blue (2004)
- Cold Case (2005)
- The Dark (2005)